# QB Quanto Basta
q.b. quanto basta è una trasmissione televisiva condotta da Natascha Lusenti su Rai 5, iniziata sul canale satellitare Gambero Rosso Channel.
La trasmissione racconta come fare un "gastroviaggio" curioso e divertente; la conduttrice narra il suo viaggio attraverso indirizzi, curiosità, piaceri e consigli.
La trasmissione, oltre a contenere un reportage, grazie alla conduttrice accompagna lo spettatore attraverso citazioni, musica e film rendendo la narrazione divertente e dinamica.

## Trasmissione
Il programma va in onda quotidianamente su Rai 5 dal 27 novembre 2010 alle 19:30.
Nella stagione 2013-2014 il programma viene trasmesso su Rai 1 la domenica alle ore 10:00.

## Repliche
Le puntate vengono replicate in fasce orarie diverse durante la settimana.